# Алаярви
А́лаярви (фин. Alajärvi) — город в западной части Финляндии, в области Южная Остроботния. Площадь муниципалитета составляет 1056,75 км².

## Население
Население по данным на 2012 год составляет 10 268 человек . Плотность населения муниципалитета — 18,18 чел/км². Официальный язык — финский, родной для 98,9 % населения. 0,1 % населения считает родным шведский язык и ещё 1 % — другие языки. Доля лиц в возрасте младше 15 лет составляет 18,8 %; старше 65 лет — 20,1 %.

## Известные уроженцы
- Эйно Кайла — финский философ